# Шувалов, Виктор Григорьевич
Ви́ктор Григо́рьевич Шува́лов (15 декабря 1923, Наборные Сыреси, Симбирская губерния — 18 апреля 2021, Москва) — советский хоккеист (хоккей с мячом, хоккей с шайбой) и футболист, тренер. Заслуженный мастер спорта СССР по хоккею с шайбой (1954), мастер спорта СССР по футболу (1951).

## Биография
Начал играть в хоккей с мячом в Челябинске. О хоккее с шайбой узнал, когда разыгрывался первый чемпионат, в котором его клуб «Дзержинец» не участвовал. Впервые взял клюшку в руки спустя год, когда в Челябинск из Москвы пришло распоряжение участвовать во втором чемпионате. Через год Шувалов встретился с работавшим тогда в ВВС Сергеем Рудневым, который уговорил его переехать в Москву.
В 1950 году Шувалов вместе с командой должен был лететь в Челябинск на очередной матч первенства страны. Но за день до этого в раздевалку ВВС зашёл Василий Сталин и приказал не брать его в Челябинск, поскольку считал, что болельщики «Дзержинца» вряд ли спокойно отнесутся к появлению своего земляка в форме ВВС. На следующий день команда улетела на Урал. 5 января 1950 года в небе над Свердловском погибла почти вся команда ВВС МВО.
Также выступал за ФК ВВС (1950—1952) — 75 игр, 25 голов. В 1950 вошёл в список 33-х лучших футболистов СССР.
Позже выступал за ЦДСА, где играл в одном звене с Бобровым и Бабичем.
В 1958 году окончил школу тренеров при ГЦОЛИФК.
Окончил военный факультет при Московском государственном институте физической культуры (1964).
В середине 1990-х утратил золотую медаль, полученную за победу на Играх 1956 года. Позже медаль была найдена в США и выкуплена. Шувалов получил её вновь из рук президента России Владимира Путина во время его встречи со сборной России, выигравшей чемпионат мира 2014.
Скончался на 98-м году жизни 18 апреля 2021 года в Москве от осложнений, вызванных коронавирусной инфекцией. Похоронен на Богородском кладбище (уч. 4). Умер последним из всех советских чемпионов зимних Олимпийских игр 1956 года (во всех видах спорта).

## Тренерская и административная карьера
- 1959—1963 — старший тренер и начальник команды СКВО/СКА (Калинин)
- 1964—1968 — старший тренер и начальник команды г. Электросталь/«Кристалла» (Электросталь)
- 1968—1969 — тренер «Спартака» (Москва)
- 1970 — тренер ДЮСШ «Химик» (Воскресенск)
- 1970—1973 — старший тренер управления хоккея Спорткомитета СССР
- 1973—1975 — главный тренер сборной Румынии
- 1975—1978 — старший тренер ДЮСШ «Химик» (Воскресенск)
- 1978—1984 — завуч СДЮШОР «Спартак» (Москва)

## Достижения

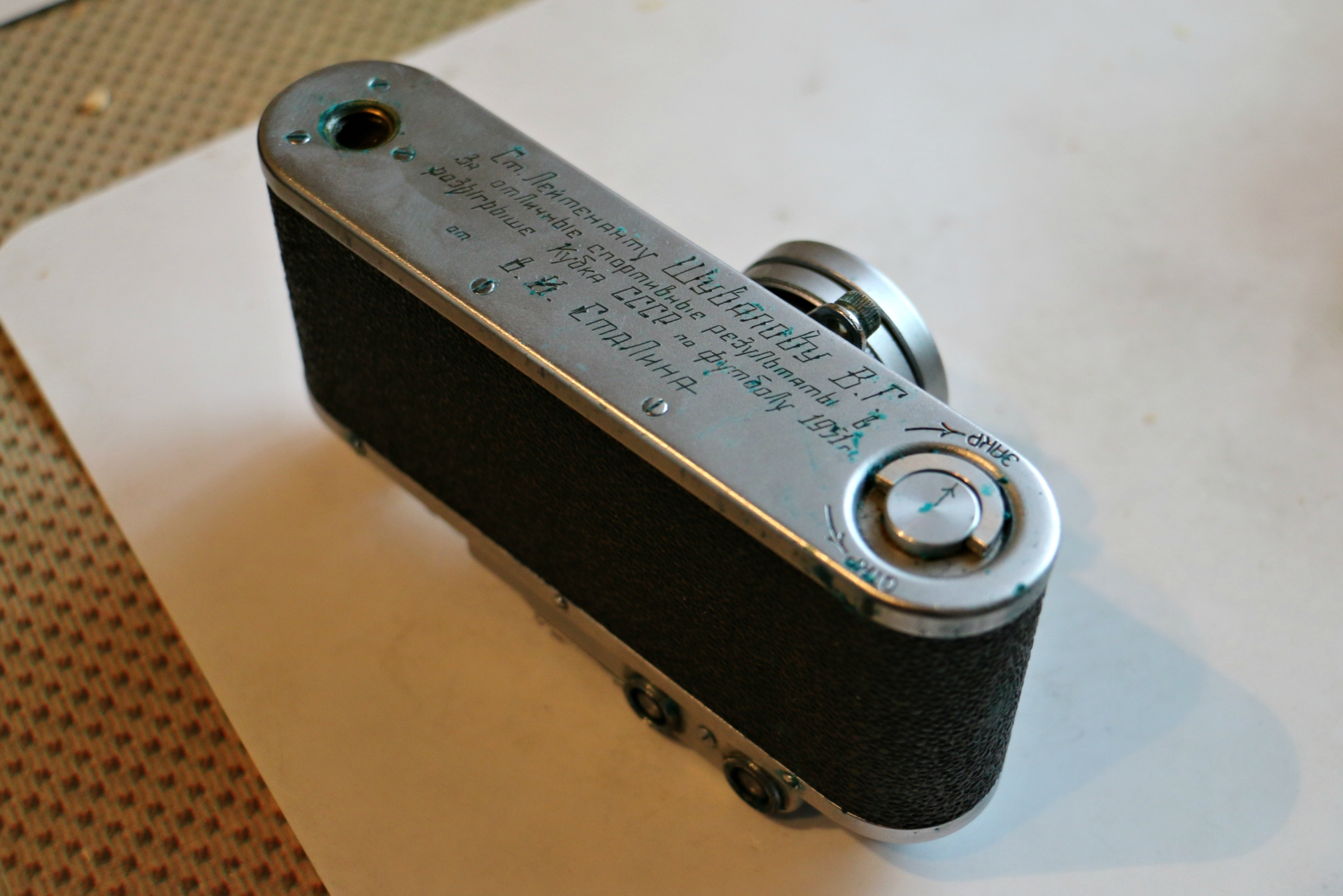
Личный подарок от Василия Сталина

- Чемпион ОИ 1956. На Олимпиадах — 7 матчей, 5 голов.
- Чемпион мира 1954 и 1956. Второй призёр ЧМ 1955. На ЧМ — 15 матчей, 13 голов.
- Чемпион Европы 1954, 1955, 1956.
- Чемпион СССР 1951—1953, 1955 и 1956. Второй призёр чемпионата СССР 1954 и 1957. В чемпионатах СССР — 150 матчей, забросил 222 шайбы.
- Обладатель Кубка СССР 1952, 1954—1956.
- Избран в Зал славы Отечественного хоккея (2004).
- Именной стяг В. Г. Шувалова под № 8 поднят под своды ЛДС ЦСКА им. В. М. Боброва 25 декабря 2008 года.

## Награды
- Орден «Знак Почёта» (27.04.1957) — «за успехи, достигнутые в деле развития массового физкультурного движения в стране, повышения мастерства советских спортсменов, и успешное выступление на международных соревнованиях»
- Орден Дружбы (1996)
- Орден «За заслуги перед Отечеством» (2020)

## Образ в кино
В кинофильме «Хоккейные игры» (2012) роль Шувалова исполнил Артём Федотов.